# Teleocrater rhadinus
Teleocrater rhadinus è un rettile arcosauro estinto, appartenente agli afanosauri. I suoi resti fossili provengono dalla formazione Manda risalente al Triassico medio (Anisico, circa 247 - 242 mmilioni di anni fa) della Tanzania. 

## Descrizione
Carnivoro e quadrupede, Teleocrater misurava tra 2 e 3 metri di lunghezza. È particolarmente noto per le sue vertebre cervicali insolitamente allungate. I canali neurali delle vertebre cervicali diventano gradualmente più alti verso la parte posteriore del collo, una possibile caratteristica distintiva. A differenza dei Lagerpetidae o degli Ornithodira, gli arti posteriori di Teleocrater non erano adattati alla corsa: le ossa metatarsali non erano particolarmente allungate. Inoltre, a differenza di lagerpetidi e ornitodiri, Teleocrater conservava la configurazione più flessibile della caviglia ereditata dagli arcosauri primitivi, suggerendo che questa fosse ancestrale per i membri del clado Avemetatarsalia ma poi persa indipendentemente in più linee evolutive.

## Classificazione
Il nome Teleocrater (che significa "bacino completato", in riferimento al suo acetabolo chiuso) fu coniato dal paleontologo inglese Alan Charig nella sua dissertazione di dottorato del 1956, ma fu formalmente pubblicato solo nel 2017 da Sterling Nesbitt e colleghi. Il genere include una sola specie, Teleocrater rhadinus. L’incertezza sulle affinità di Teleocrater è persistita fin dalla pubblicazione iniziale di Charig, fino a quando Nesbitt et al. hanno eseguito un'analisi filogenetica. Questa ha rivelato che Teleocrater è strettamente imparentato con gli enigmatici Yarasuchus, Dongusuchus e Spondylosoma, formando un gruppo denominato Aphanosauria. Questo clado si è rivelato essere il gruppo fratello degli Ornithodira, il gruppo che include dinosauri e pterosauri.

## Paleobiologia
L'analisi istologica delle ossa lunghe di Teleocrater indica che aveva tassi di crescita moderatamente rapidi, più vicini a quelli degli ornitodiri che a quelli dei coccodrilli e di altri pseudosuchi.